# بخش لوآن
بخش لوآن (به فرانسوی: Arrondissement de Louhans) یک بخش در فرانسه است که در سون-ا-لوآر واقع شده‌است.